# Законодательное собрание Краснодарского края
Законодательное собрание Краснодарского края (ЗСК) — постоянно действующий представительный и законодательный орган государственной власти Краснодарского края. Законодательное собрание Краснодарского края седьмого созыва было избрано 11 сентября 2022 года. Законодательное собрание является однопалатным.
Действует на основании Закона Краснодарского края «О Законодательном собрании Краснодарского края».
Депутатом Законодательного собрания края может быть избран гражданин Российской Федерации, достигший 21 года, обладающий избирательным правом в соответствии с федеральными законами и законами края. Депутаты Законодательного собрания края обладают неприкосновенностью на территории Краснодарского края, гарантируемой федеральным законом и законом края, в течение всего срока полномочий.

## История

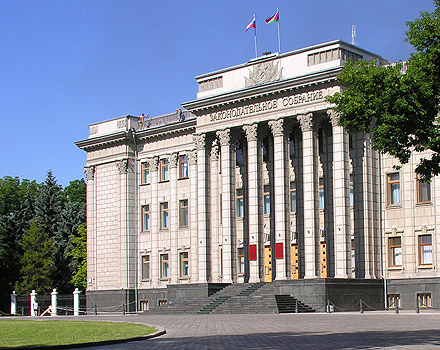
Здание Законодательного собрания Краснодарского края.

Выборы депутатов Законодательного собрания Краснодарского края первого созыва состоялись 20 ноября 1994 года. К работе Законодательное Собрание приступило 14 декабря 1994 года в составе 50 депутатов.
Первым председателем Законодательного собрания был избран Алексей Багмут. С декабря 1995 года по сентябрь 2017 года кубанский парламент возглавлял Владимир Бекетов. В таком же составе — 50 депутатов — работало Законодательное собрание второго созыва.
24 ноября 2002 года состоялись выборы депутатов Законодательного собрания третьего созыва. Выборы проводились по 70 одномандатным избирательным округам. В 2006 году по инициативе ряда депутатов в были созданы две фракции — «Единая Россия» и КПРФ.
2 декабря 2007 года состоялись выборы депутатов Законодательного Собрания Краснодарского края четвертого созыва. 70 депутатов были избраны по смешанной системе: 35 депутатов по одномандатным округам (во всех округах победу одержали представители «Единой России») и ещё 35 депутатов — по партийным спискам. «Единая Россия» получила 26 мандатов из 35. КПРФ получила шесть мест и «Справедливая Россия» — три мандата.
Выборы депутатов Законодательного Собрания Краснодарского края пятого созыва состоялись 14 октября 2012 года. Количество депутатов было увеличено до 100: 50 депутатов по одномандатным округам, 50 — по партийным спискам. В парламент прошли представители двух политических партий: «Единая Россия» (50 одномандатников и 45 списочников) и КПРФ (5 списочников).
10 сентября 2017 года состоялись выборы депутатов Законодательного Собрания Краснодарского края шестого созыва. Было избрано 70 депутатов — 35 по одномандатным округам, 35 — по партийным спискам. Председателем парламента избран Юрий Бурлачко. В Законодательном Собрании образовано три фракции: «Единая Россия» (63 депутата), КПРФ (3 депутата), ЛДПР (3 депутата). Один депутат представляет «Партию Роста».
11 сентября 2022 года состоялись выборы депутатов Законодательного Собрания Краснодарского края седьмого созыва. Было избрано 70 депутатов — 45 по одномандатным округам, 25 — по партийным спискам. Председателем парламента снова был избран Юрий Бурлачко. В Законодательном Собрании образовано четыре фракции: «Единая Россия» (62 депутата), ЛДПР (3 депутата), КПРФ (2 депутата), «Справедливая Россия» (2 депутата). Один депутат представляет «Партию Роста».

## Комитеты
В Законодательном собрании Краснодарского края VII созыва на постоянной основе действуют следующие комитеты:
- Комитет по военным вопросам, общественной безопасности, воспитанию допризывной молодежи и делам казачества
- Комитет по вопросам законности, правопорядка и правовой защиты граждан
- Комитет по вопросам здравоохранения и социальной защиты населения
- Комитет по вопросам имущественных и земельных отношений
- Комитет по вопросам использования природных ресурсов, экологической безопасности, санаторно-курортного комплекса и туризма
- Комитет по вопросам местного самоуправления, административно-территориального устройства, социально-экономического развития территорий и информационной политики
- Комитет по вопросам науки, образования, культуры и делам семьи
- Комитет по вопросам промышленности, строительства и жилищно-коммунального хозяйства
- Комитет по вопросам топливно-энергетического комплекса, транспорта, дорожного хозяйства и связи
- Комитет по развитию агропромышленного комплекса, продовольствию и потребительскому рынку
- Комитет по физической культуре, спорту, делам молодежи и взаимодействию с общественными объединениями
- Комитет по финансово-бюджетной, налоговой, экономической политике, предпринимательству и финансовым рынкам

## Фракции VII созыва
| Фракция       | Руководитель     | Кол-во депутатов | Процент |
| ------------- | ---------------- | ---------------- | ------- |
| Единая Россия | Юрий Бурлачко    | 62               | 88,57 % |
| ЛДПР          | Иван Тутушкин    | 3                | 4,28 %  |
| КПРФ          | Павел Соколенко  | 2                | 2,86 %  |
| СР            | Денис Хмелевской | 2                | 2,86 %  |

## Состав Законодательного собрания
1. Александров Виктор Николаевич
2. Антонов Юрий Николаевич
3. Аскольский Иван Петрович
4. Бабарыкин Владимир Александрович
5. Багмут Алексей Александрович
6. Балдинов Николай Андреевич
7. Барзыкин Юрий Александрович
8. Башинский Анатолий Доминикович
9. Бекетов Владимир Андреевич
10. Белан Алексей Никитович
11. Белобрицкий Николай Михайлович
12. Белопольский Михаил Михайлович
13. Беспятов Евгений Алексеевич
14. Бондаренко Александр Николаевич
15. Борзилов Анатолий Григорьевич
16. Боюр Михаил Иванович
17. Вавилов Борис Викторович
18. Высоцкий Николай Александрович
19. Горовой Константин Эдуардович
20. Громов Василий Прокофьевич
21. Громов Владимир Прокофьевич
22. Дорошенко Галина Степановна
23. Дроздова Тамара Федоровна
24. Дьяконов Василий Николаевич
25. Захаров Василий Иванович
26. Захаров Сергей Дмитриевич
27. Золотов Борис Васильевич
28. Иванченко Алексей Владимирович
29. Ильин Владимир Иванович
30. Калашников Игорь Александрович
31. Капцова Елена Васильевна
32. Коваленко Виктор Васильевич
33. Кормишин Федор Федорович
34. Крохмаль Виктор Васильевич
35. Кузнецова Галина Анатольевна
36. Курдюк Петр Михайлович
37. Лень Геннадий Никитович
38. Мороз Вадим Михайлович
39. Мухина Галина Васильевна
40. Пашуто Владимир Ростиславович
41. Петрик Александр Григорьевич
42. Поляков Юрий Александрович
43. Прохоренко Валерий Георгиевич
44. Пушкин Виталий Владимирович
45. Рожин Александр Дмитриевич
46. Самойленко Валерий Александрович
47. Сидоренко Владимир Дмитриевич
48. Синяговский Владимир Ильич
49. Стрельцов Николай Иванович
50. Ткачев Александр Николаевич
51. Травников Александр Игоревич
52. Троицкий Георгий Константинович
53. Федянин Владимир Иосифович
54. Харинов Владимир Николаевич
55. Штефан Генрих Викторович
56. Штурба Виктор Александрович
57. Шулик Евгений Алексеевич

1. Артеменко Иван Петрович
2. Аскольский Иван Петрович
3. Багрова Зоя Васильевна
4. Баклицкий Леонид Владимирович
5. Балдинов Николай Андреевич
6. Башинский Анатолий Доминикович
7. Бекетов Владимир Андреевич
8. Белобрицкий Николай Михайлович
9. Борисов Владимир Ильич
10. Гукалов Владимир Николаевич
11. Джигун Галина Алексеевна
12. Евсеев Владимир Иосифович
13. Ещенко Сергей Александрович
14. Капцова Елена Васильевна
15. Кирюшин Александр Иванович
16. Кладь Александр Анатольевич
17. Козлов Михаил Михайлович
18. Коновалова Галина Викторовна
19. Кормишин Федор Федорович
20. Косенко Виктор Григорьевич
21. Крыжний Алексей Иванович
22. Курдюк Петр Михайлович
23. Леонова Галина Николаевна
24. Литвинов Андрей Петрович
25. Максимов Анатолий Семенович
26. Медведев Юрий Алексеевич
27. Медовник Анатолий Николаевич
28. Мельников Иван Иванович
29. Меркачев Владимир Васильевич
30. Нехай Ким Хазретович
31. Осадчий Николай Иванович
32. Перепелицына Светлана Андреевна
33. Поляков Владимир Иванович
34. Приз Николай Васильевич
35. Процко Виктор Васильевич
36. Пушкин Виталий Владимирович
37. Ремезков Александр Александрович
38. Рунов Владимир Викторович
39. Рыбин Владимир Николаевич
40. Светлов Виктор Николаевич
41. Соколов Вячеслав Константинович
42. Телелейко Леонид Федорович
43. Тимченко Сергей Александрович
44. Удалов Валерий Петрович
45. Узбек Виктор Владимирович
46. Филоненко Александр Антонович
47. Ханкоев Игорь Матвеевич
48. Харченко Иван Николаевич
49. Хильчевский Борис Петрович
50. Хобленко Светлана Александровна
51. Черепахин Николай Николаевич
52. Шабалев Сергей Викторович
53. Шипилов Анатолий Петрович
54. Яровенко Александр Савельевич

1. Андрусенко Сергей Александрович
2. Артеменко Иван Петрович
3. Асатуров Азат Казарович
4. Балабаев Иван Иванович
5. Балдинов Николай Андреевич
6. Башинский Анатолий Доминикович
7. Бекетов Владимир Андреевич
8. Беловол Жанна Викторовна
9. Бондаренко Игорь Николаевич
10. Булдыжов Федор Иванович
11. Верстунин Владимир Петрович
12. Волчихин Владимир Анатольевич
13. Галенко Петр Николаевич
14. Горбанько Иван Николаевич
15. Горбунов Алексей Васильевич
16. Громыко Евгений Васильевич
17. Гукалов Владимир Николаевич
18. Демченко Иван Иванович
19. Дудик Юрий Евгеньевич
20. Звягин Александр Анатольевич
21. Зезюлин Григорий Иванович
22. Зиринов Сергей Андреевич
23. Измайлов Владимир Закирович
24. Капцова Елена Васильевна
25. Киселёв Леонид Иванович
26. Кладь Александр Анатольевич
27. Ковалюк Михаил Анатольевич
28. Козаченко Дмитрий Михайлович
29. Коновалов Владимир Андреевич
30. Косенко Виктор Григорьевич
31. Кравченко Николай Петрович
32. Красина-Земляная Марина Викторовна
33. Крюков Анатолий Михайлович
34. Курдюк Петр Михайлович
35. Леонова Галина Николаевна
36. Мельников Иван Иванович
37. Миленин Михаил Евгеньевич
38. Михайлов Олег Владимирович
39. Нагнибеда Александр Иванович
40. Науменко Валерий Алексеевич
41. Неверкевич Олег Владимирович
42. Осадчий Николай Иванович
43. Перепелицына Светлана Андреевна
44. Петренко Иван Михайлович
45. Петров Владимир Алексеевич
46. Подшивалов Виталий Николаевич
47. Прокопенко Валерий Васильевич
48. Рудник Владимир Николаевич
49. Рыжкова Галина Александровна
50. Следь Николай Иванович
51. Солдатов Анатолий Алексеевич
52. Сытник Владимир Ильич
53. Тимченко Сергей Александрович
54. Титов Николай Иванович
55. Хараман Юрий Гаврилович
56. Хобленко Светлана Александровна
57. Чепурной Юрий Васильевич
58. Черепахин Николай Николаевич
59. Чернявский Виктор Васильевич
60. Човган Валерий Иванович
61. Шабунин Геннадий Дмитриевич
62. Шишков Владимир Рюрикович
63. Шишов Дмитрий Романович
64. Шустенков Александр Иванович
65. Югов Анатолий Викторович
66. Яровенко Александр Савельевич
67. Ярышев Сергей Николаевич

1. Авакян Владимир Георгиевич (Справедливая Россия)
2. Артеменко Иван Петрович (Единая Россия)
3. Асатуров Азат Казарович (Единая Россия)
4. Балабаев Иван Иванович (Единая Россия)
5. Баталов Роман Александрович (Единая Россия)
6. Башинский Анатолий Доминикович (Единая Россия)
7. Бекетов Владимир Андреевич (Единая Россия)
8. Бондаренко Игорь Николаевич (Единая Россия)
9. Булдыжов Федор Иванович (Единая Россия)
10. Вахрушев Николай Викторович (Единая Россия)
11. Верстунин Владимир Петрович (Единая Россия)
12. Волчихин Владимир Анатольевич (Единая Россия)
13. Галенко Петр Николаевич (Единая Россия)
14. Горбанько Иван Николаевич (Единая Россия)
15. Громов Владимир Прокофьевич (Единая Россия)
16. Джеус Александр Васильевич (Единая Россия)
17. Ендовицкий Сергей Анатольевич (Единая Россия)
18. Звягин Александр Анатольевич (Единая Россия)
19. Зезюлин Григорий Иванович (Единая Россия)
20. Зиринов Сергей Андреевич (Единая Россия)
21. Иванов Сергей Петрович (Единая Россия)
22. Капцова Елена Васильевна (Единая Россия)
23. Кашин Сергей Иванович (Единая Россия)
24. Кладь Александр Анатольевич (Единая Россия)
25. Козаченко Дмитрий Михайлович (Единая Россия)
26. Кондратенко Алексей Николаевич (Единая Россия)
27. Конограева Ирина Дмитриевна (Единая Россия)
28. Коровушкин Виталий Анатольевич (Единая Россия)
29. Копачев Юрий Пантелеевич (Единая Россия)
30. Косенко Виктор Григорьевич (КПФР)
31. Кравченко Николай Петрович (Единая Россия)
32. Крамаренко Игорь Алексеевич (Единая Россия)
33. Крюков Анатолий Михайлович (Единая Россия)
34. Курдюк Петр Михайлович (Единая Россия)
35. Ламейкин Дмитрий Викторович (Единая Россия)
36. Макарчук Наталья Михайловна (Единая Россия)
37. Мельников Иван Иванович (КПРФ)
38. Миленин Михаил Евгеньевич (Единая Россия)
39. Михайлов Олег Владимирович (Единая Россия)
40. Москаленко Александр Николаевич (Единая Россия)
41. Науменко Валерий Алексеевич (Единая Россия)
42. Неверкевич Олег Владимирович (Единая Россия)
43. Невский Алексей Анатольевич (Единая Россия)
44. Осадчий Николай Иванович (КПРФ)
45. Петренко Иван Михайлович (Единая Россия)
46. Петров Владимир Алексеевич (Единая Россия)
47. Попандопуло Константин Иванович (Единая Россия)
48. Прокопенко Валерий Васильевич (Единая Россия)
49. Сапрыкин Юрий Александрович (Единая Россия)
50. Следь Николай Иванович (Единая Россия)
51. Соколенко Павел Васильевич (КПРФ)
52. Сытник Владимир Ильич (Единая Россия)
53. Тимченко Сергей Александрович (Единая Россия)
54. Титов Николай Иванович (Единая Россия)
55. Торосян Игорь Георгиевич (Справедливая Россия)
56. Фендриков Александр Иванович (Единая Россия)
57. Хараман Юрий Гаврилович (Единая Россия)
58. Хобленко Светлана Александровна (Единая Россия)
59. Холодцов Михаил Алексеевич (Единая Россия)
60. Чепурной Юрий Васильевич (Единая Россия)
61. Чернявский Виктор Васильевич (Единая Россия)
62. Шабунин Геннадий Дмитриевич (КПРФ)
63. Шишов Дмитрий Романович (КПРФ)
64. Шустенков Александр Иванович (Единая Россия)
65. Щенников Андрей Анатольевич (Единая Россия)
66. Югов Анатолий Викторович (Единая Россия)
67. Янов Сергей Викторович (Справедливая Россия)
68. Яровенко Александр Савельевич (Единая Россия)
69. Ярышев Сергей Николаевич (Единая Россия)

1. Алешкевич Юлия Сергеевна (Единая Россия)
2. Артеменко Иван Петрович (Единая Россия)
3. Баталов Роман Александрович (Единая Россия)
4. Башинский Анатолий Доминикович (Единая Россия)
5. Бекетов Владимир Андреевич (Единая Россия)
6. Беккер Анна Анатольевна (Единая Россия)
7. Бондаренко Игорь Николаевич (Единая Россия)
8. Булдин Андрей Владимирович (Единая Россия)
9. Булдыжов Федор Иванович (Единая Россия)
10. Верстунин Владимир Петрович (Единая Россия)
11. Галенко Петр Николаевич (Единая Россия)
12. Героев Виталий Викторович (Единая Россия)
13. Горелов Руслан Григорьевич (Единая Россия)
14. Гриценко Николай Павлович (Единая Россия)
15. Громов Владимир Прокофьевич (Единая Россия)
16. Гусак Алексей Владимирович (Единая Россия)
17. Дедешко Виктор Михайлович (Единая Россия)
18. Денисов Николай Григорьевич (Единая Россия)
19. Джеус Александр Васильевич (Единая Россия)
20. Димитриев Константин Триондофилович (Единая Россия)
21. Долуда Андрей Николаевич (Единая Россия)
22. Дорошенко Андрей Николаевич (Единая Россия)
23. Ендовицкий Сергей Анатольевич (Единая Россия)
24. Жилищиков Иван Андреевич (КПРФ)
25. Звягин Александр Анатольевич (Единая Россия)
26. Зезюлин Григорий Иванович (Единая Россия)
27. Земляная Светлана Владимировна (Единая Россия)
28. Иванюшкин Николай Егорович (Единая Россия)
29. Игнатенко Виталий Никитич (Единая Россия)
30. Капцова Елена Васильевна (Единая Россия)
31. Кизинёк Сергей Владимирович (Единая Россия)
32. Ковалюк Михаил Анатольевич (Единая Россия)
33. Козаченко Дмитрий Михайлович (Единая Россия)
34. Кольниченко Сергей Викторович (КПРФ)
35. Команов Александр Петрович (Единая Россия)
36. Комиссаров Сергей Юрьевич (Единая Россия)
37. Конограева Ирина Дмитриевна (Единая Россия)
38. Кравченко Николай Петрович (Единая Россия)
39. Крамаренко Игорь Алексеевич (Единая Россия)
40. Куемжиев Андрей Александрович (Единая Россия)
41. Курдюк Петр Михайлович (Единая Россия)
42. Курузов Аслан Рамазанович (Единая Россия)
43. Левитский Борис Евгеньевич (Единая Россия)
44. Литвинов Григорий Владимирович (Единая Россия)
45. Лобанов Владимир Григорьевич (Единая Россия)
46. Лобач Игорь Александрович (Единая Россия)
47. Метов Руслан Юрьевич (Единая Россия)
48. Михайлов Владимир Александрович (Единая Россия)
49. Михайлов Олег Владимирович (Единая Россия)
50. Нагнибеда Александр Иванович (КПРФ)
51. Неверкевич Олег Владимирович (Единая Россия)
52. Паранянц Роберт Васильевич (Единая Россия)
53. Пенжоян Григорий Артемович (Единая Россия)
54. Петренко Иван Михайлович (Единая Россия)
55. Петропавловский Николай Николаевич (Единая Россия)
56. Поголов Александр Викторович (Единая Россия)
57. Порханов Владимир Алексеевич (Единая Россия)
58. Прокопенко Сергей Васильевич (Единая Россия)
59. Ращектаева Ольга Владимировна (Единая Россия)
60. Руднев Алексей Валентинович (Единая Россия)
61. Рыбалко Иван Афанасьевич (Единая Россия)
62. Савельев Петр Александрович (Единая Россия)
63. Сапрыкин Юрий Александрович (Единая Россия)
64. Сафронов Алексей Иванович (Единая Россия)
65. Сигидин Андрей Сергеевич (Единая Россия)
66. Сидюков Алексей Алексеевич (Единая Россия)
67. Следь Николай Иванович (Единая Россия)
68. Соколенко Павел Васильевич (КПРФ)
69. Сытник Владимир Ильич (Единая Россия)
70. Тепляков Виктор Нодариевич (Единая Россия)
71. Тимченко Сергей Александрович (Единая Россия)
72. Титов Николай Иванович (Единая Россия)
73. Трубилин Александр Иванович (Единая Россия)
74. Тутаришев Батырбий Зульевич (Единая Россия)
75. Фурса Сергей Иванович (Единая Россия)
76. Хараман Юрий Гаврилович (Единая Россия)
77. Хахалев Кирилл Робертович (Единая Россия)
78. Хворостина Николай Иванович (Единая Россия)
79. Хлопова Татьяна Павловна (Единая Россия)
80. Хобленко Светлана Александровна (Единая Россия)
81. Чепель Владимир Вячеславович (Единая Россия)
82. Чепурной Юрий Васильевич (Единая Россия)
83. Чернявский Виктор Васильевич (Единая Россия)
84. Шабунин Геннадий Дмитриевич (КПРФ)
85. Шендрик Евгений Демьянович (Единая Россия)
86. Штовхань Андрей Юрьевич (Единая Россия)
87. Шустенков Александр Иванович (Единая Россия)
88. Щенников Андрей Анатольевич (Единая Россия)
89. Югов Анатолий Викторович (Единая Россия)
90. Янишогло Федор Евгеньевич (Единая Россия)
91. Яровенко Александр Савельевич (Единая Россия)
92. Ярышев Сергей Николаевич (Единая Россия)

## Список председателей
| № | Портрет    | Имя              | Полномочия       | Полномочия       | Партия        | Созыв     |
| № | Портрет    | Имя              | Начало           | Окончание        | Партия        | Созыв     |
| - | ---------- | ---------------- | ---------------- | ---------------- | ------------- | --------- |
| 1 |            | Алексей Багмут   | 14 декабря 1995  | декабрь 1995     | независимый   | I (1994)  |
| 2 |            | Владимир Бекетов | декабрь 1995     | 10 сентября 2017 | Единая Россия | II (1998) |
| 2 | III (2002) | Владимир Бекетов | декабрь 1995     | 10 сентября 2017 | Единая Россия |           |
| 2 | IV (2007)  | Владимир Бекетов | декабрь 1995     | 10 сентября 2017 | Единая Россия |           |
| 2 | V (2012)   | Владимир Бекетов | декабрь 1995     | 10 сентября 2017 | Единая Россия |           |
| 3 |            | Юрий Бурлачко    | 28 сентября 2017 | действующий      | Единая Россия | VI (2017) |
| 3 | VII (2022) | Юрий Бурлачко    | 28 сентября 2017 | действующий      | Единая Россия |           |